# Hôtel de ville de Saint-Étienne
L'hôtel de ville de Saint-Étienne fut construit par les architectes Dalgabio en 1821.
Avant son emplacement définitif, la mairie a eu plusieurs adresses, passant de la vieille ville au XVIIIe siècle jusqu’à la rue de Roanne à la Révolution.

## Architecture
En 1821, une ordonnance royale autorisa la construction d’un nouvel hôtel de ville le long de la rue de Roanne sur la place Monsieur (actuelle place de l'Hôtel-de-ville). L'édifice fut conçu par les architectes Pierre-Antoine Dalgabio et son neveu Jean-Michel Dalgabio.

Le bâtiment en carré est centré sur une cour à colonnades. L’entrée principale au sud est composée d'un grand escalier qui conduit à sept arcades. En 1864, l'édifice fut complété d'un dôme de 51 mètres de haut réalisé par l'architecte Boisson. Le dôme abritait une horloge et un carillon.

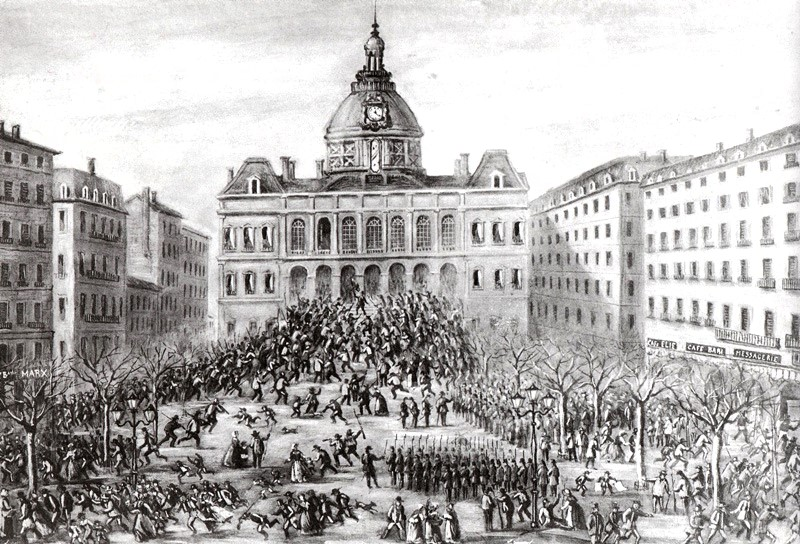
Prise de l'hôtel de ville par les Stéphanois le 24 mars 1871, point de départ de l'éphémère Commune de Saint-Étienne.
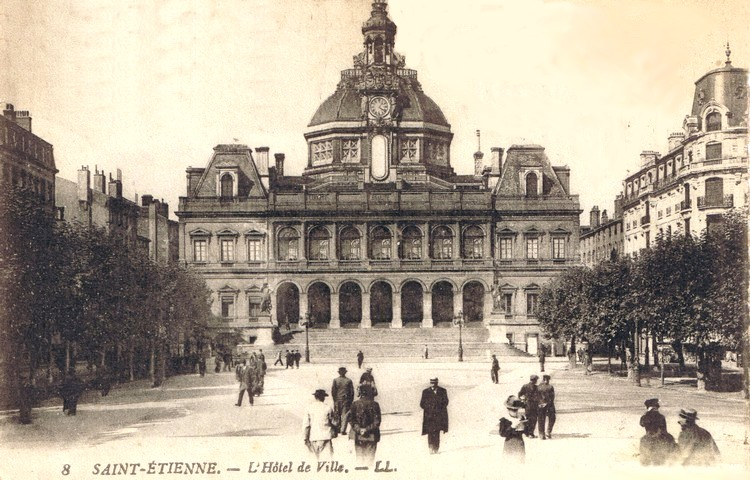
L'hôtel de ville avec son dôme, au début du XXe siècle

La mairie ne fut pas épargnée par les incendies, l'un en 1933 et surtout en 1952 qui endommagea le dôme et entraîna sa démolition. Dans les années 1970, la démolition de la mairie est envisagée mais le projet est abandonné après un référendum local.
Pour fêter le passage à l'an 2000 le grand carillon de 16 cloches fut reconstruit et placé sur la terrasse nord du bâtiment. Il sonne notamment à l'occasion des mariages.

## Décor sculpté
Les deux statues érigées de part et d'autre de la montée du grand escalier en 1872 sont des allégories de  La Rubanerie et La Métallurgie. Elles ont été réalisées par le sculpteur stéphanois Étienne Montagny (1816-1895).
Ces œuvres montrent des corps idéalisés en rapport avec deux des principaux secteurs d'activité à Saint-Étienne à l'époque de la révolution industrielle. Elles dissimulent les déformations physiques dues à la dureté des tâches accomplies par l'ouvrier et l'ouvrière. Le corps masculin du forgeron est représenté presque nu — alors que la nudité est évidemment proscrite dans une forge —, tandis que le corps féminin de la « ribandière » (ou « rubandière ») reste vêtu. L'esthétisation des corps est une stratégie patronale pour faire accepter la misère ouvrière, et trouver de nouvelles recrues pour des métiers qui deviennent de plus en plus dangereux. Le style académique de ces statues témoigne aussi d'une volonté de contrecarrer la culture gaga populaire qui, à l'époque, construit sa propre mythologie ouvrière. Des personnalités comme Jules Janin s'y investissent.
Étienne Montagny est aussi l'auteur de deux cariatides allégoriques intitulées Le Jour et La Nuit (avant 1868 ; disparues), qui étaient placées de part et d'autre de l'horloge du dôme.

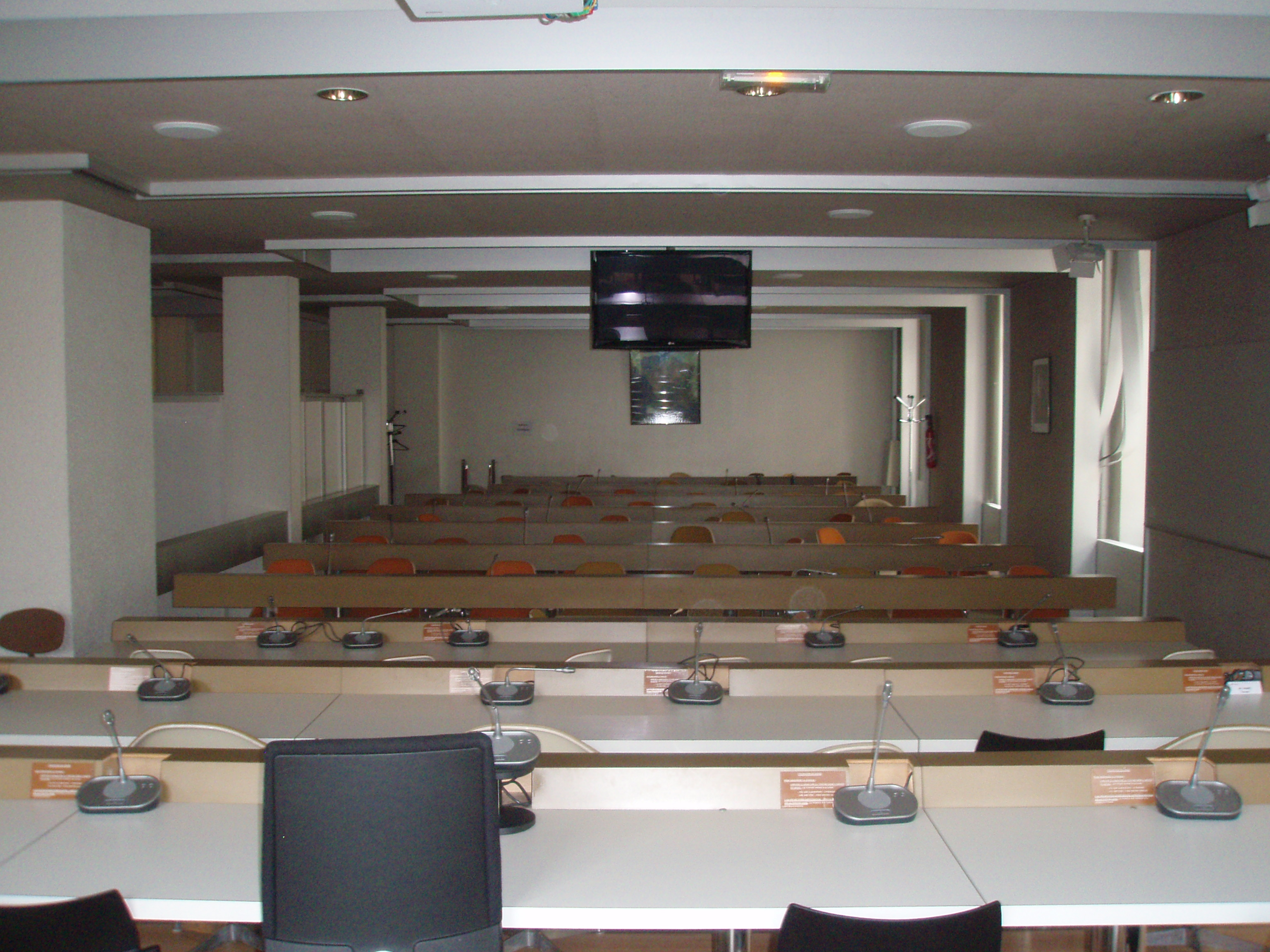
Salle du conseil municipal
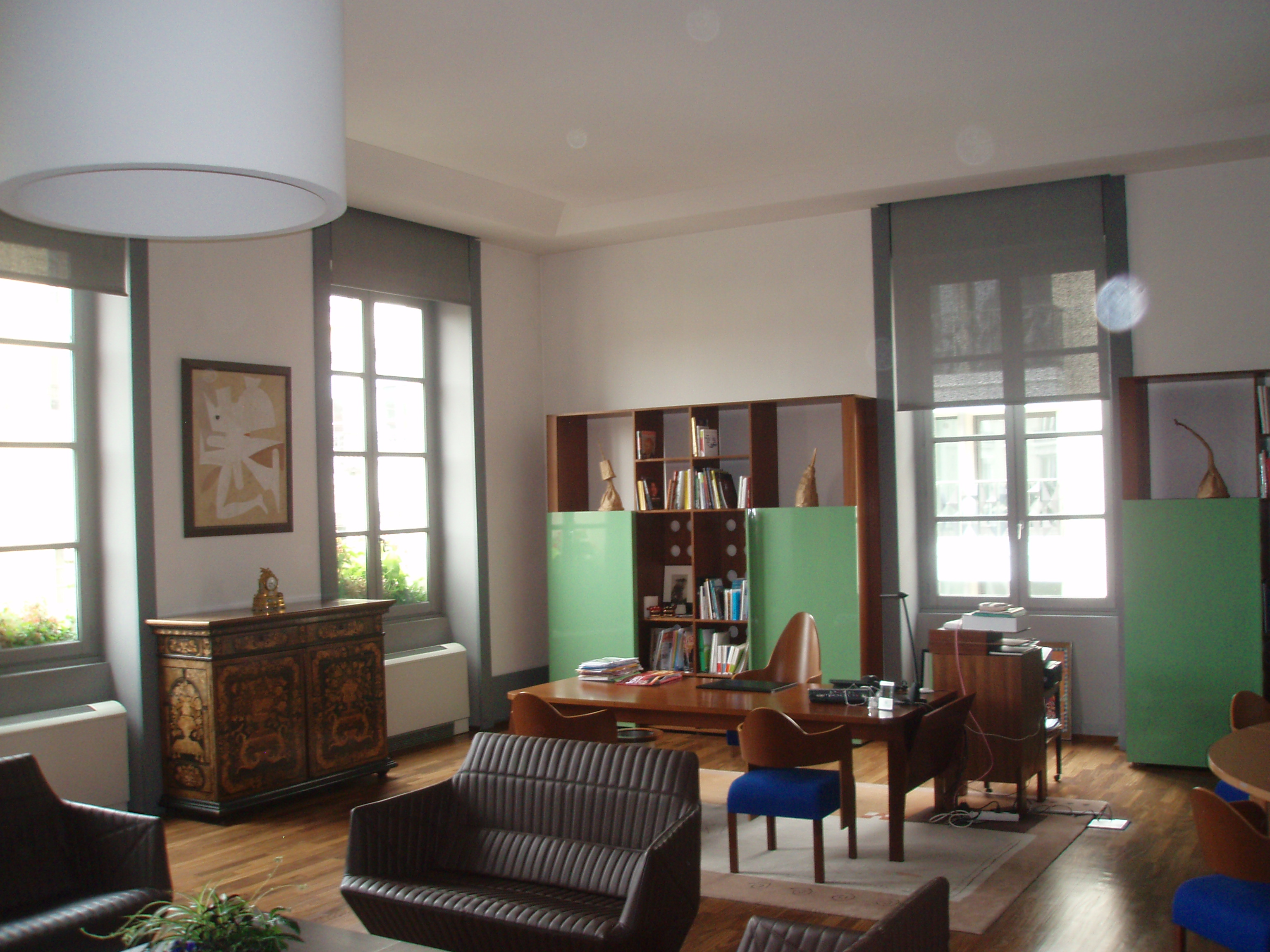
Bureau du maire
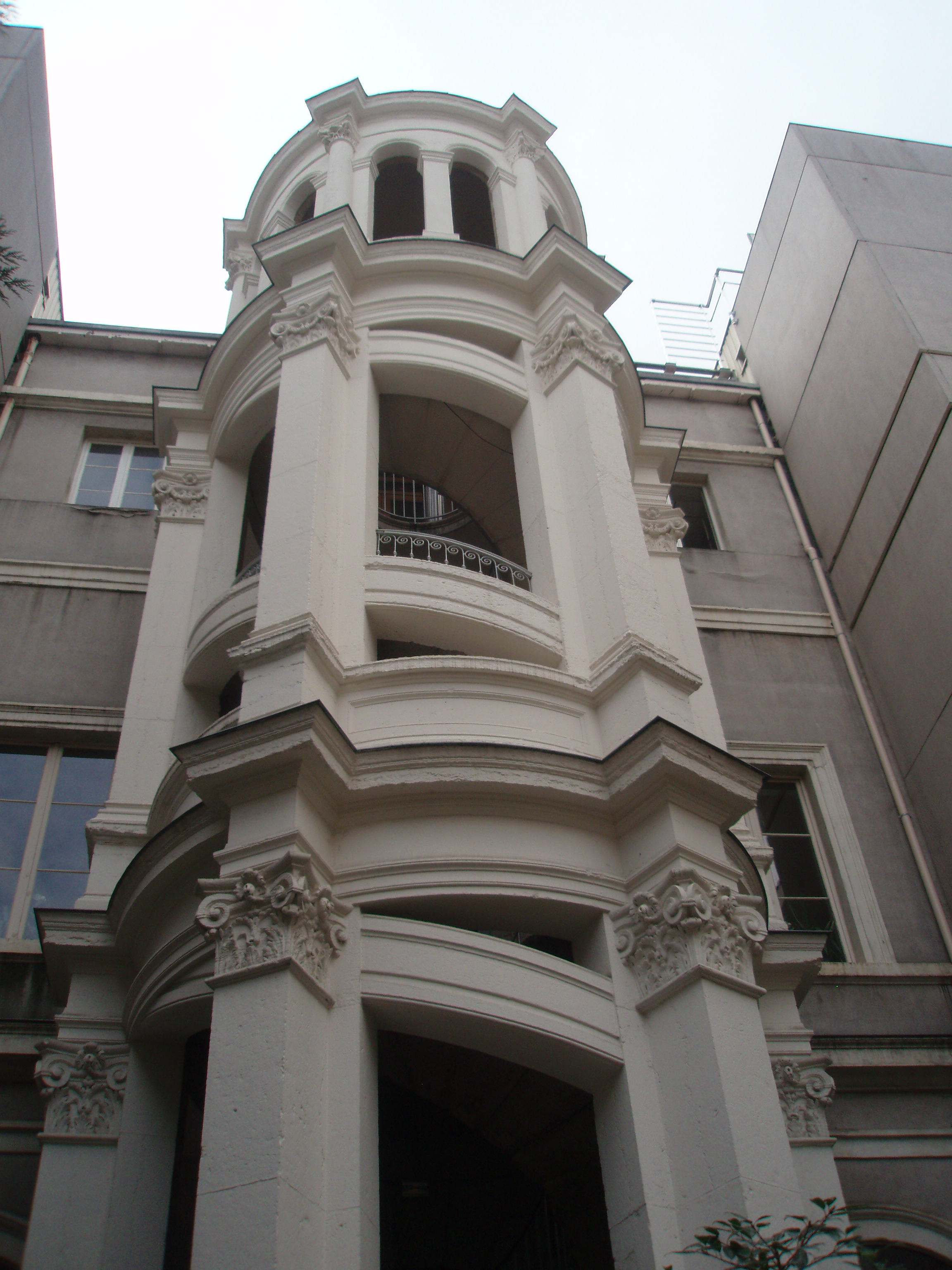
Escalier en colimaçon (cour intérieure)
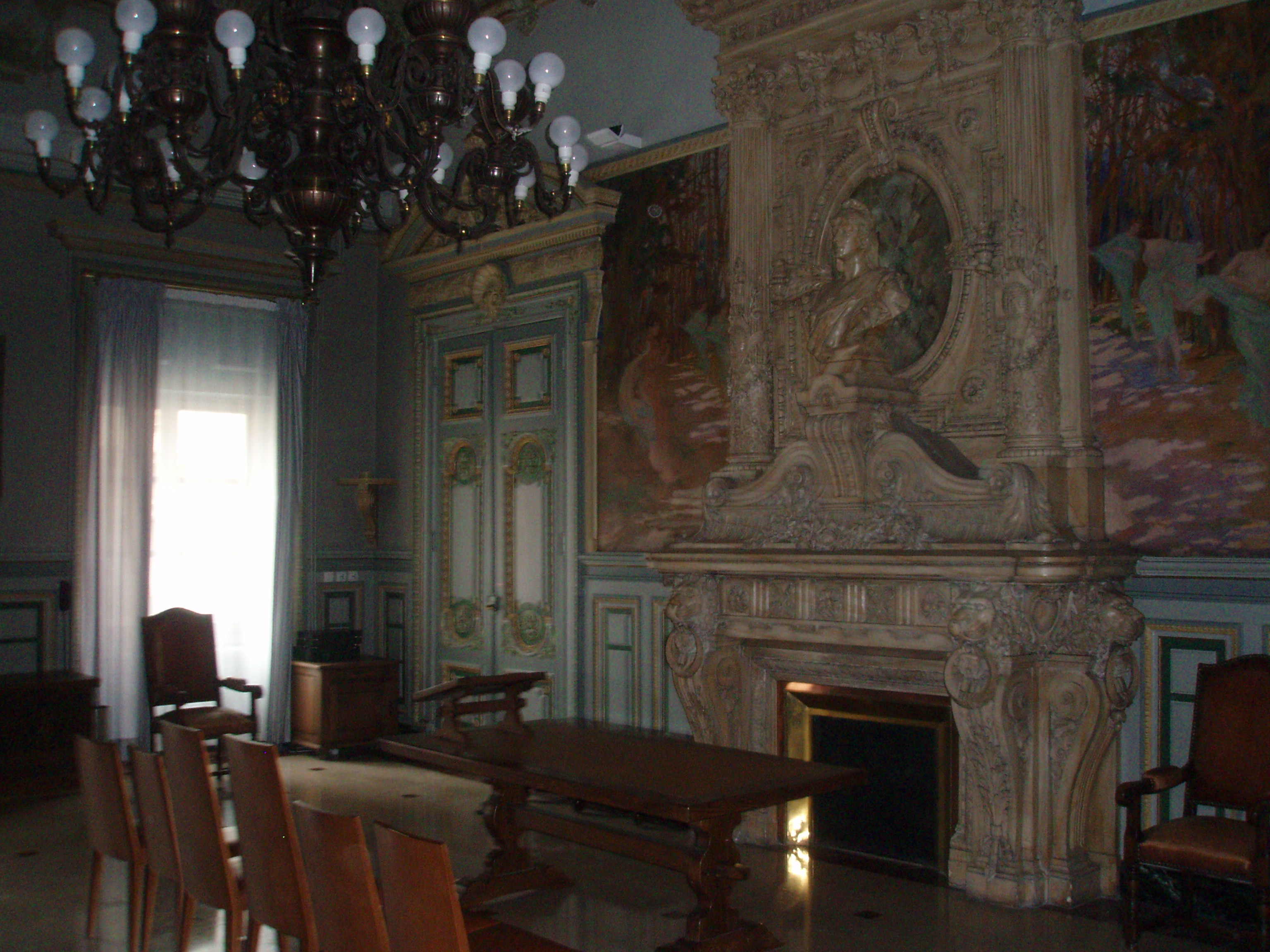
Salle de mariage
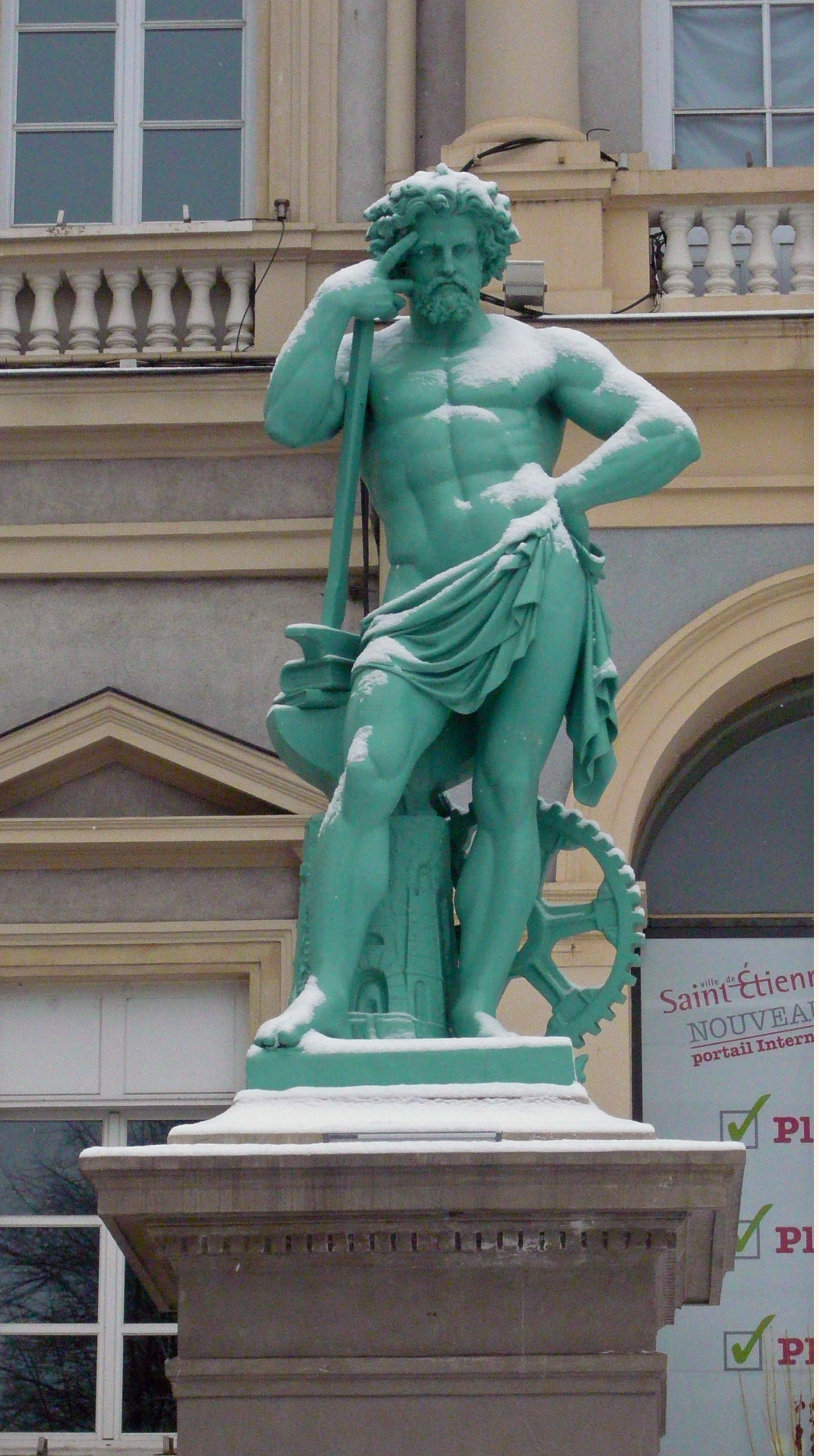
Statue allégorique de l' industrie mécanique (1872)
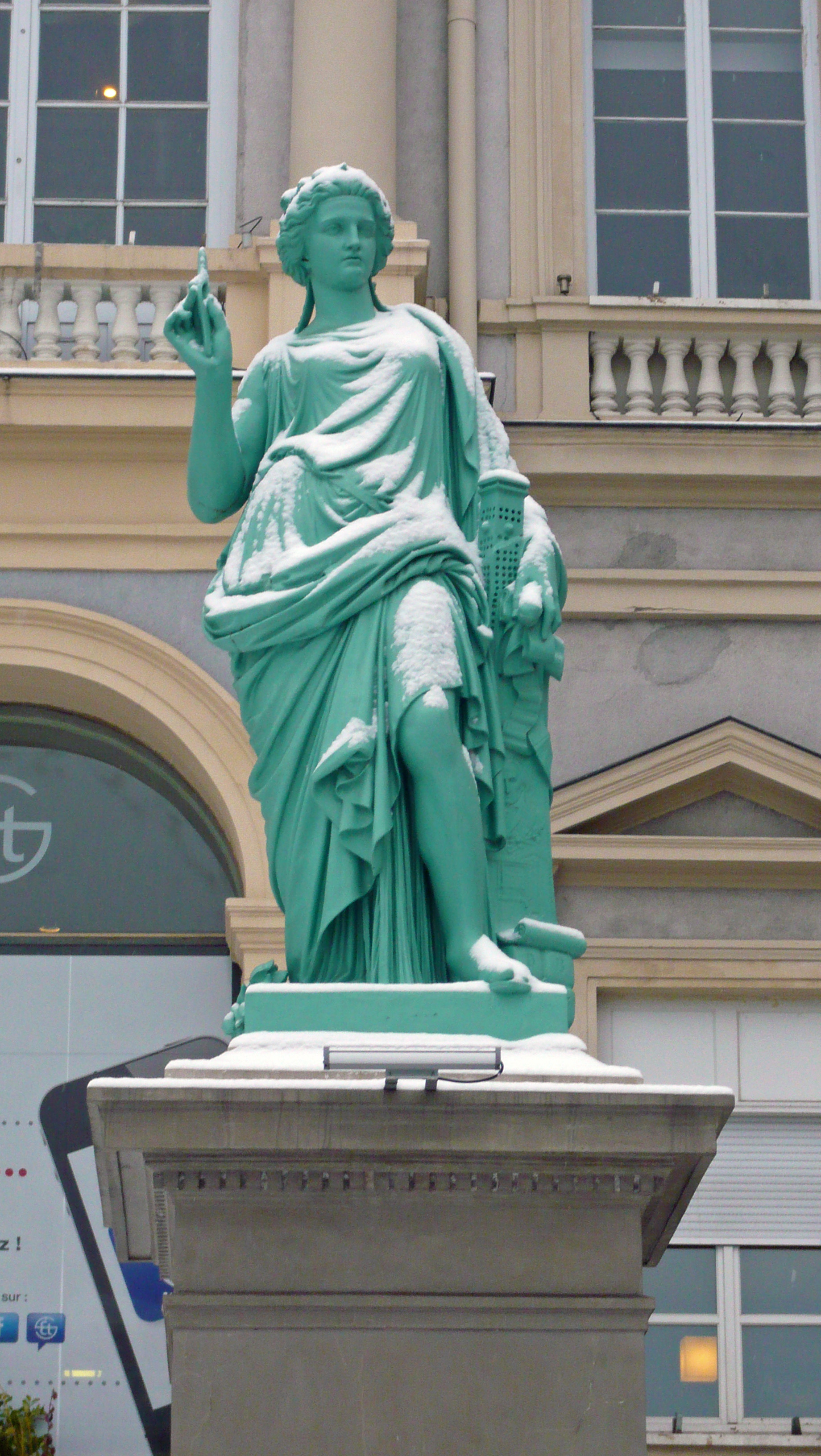
Statue allégorique de la rubanerie et la passementerie (1875)
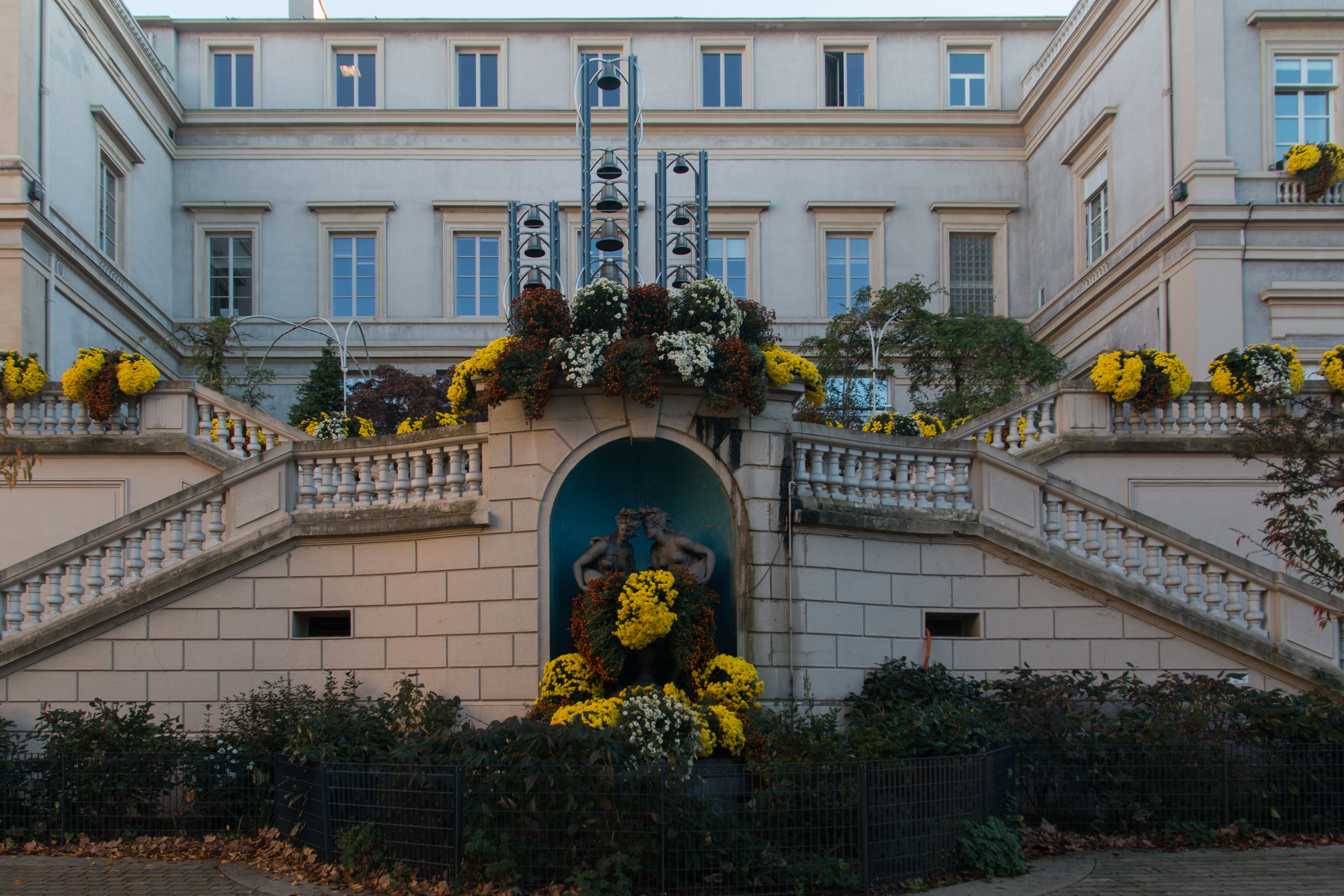
Partie arrière de l'édifice donnant sur la place Jean Jaurès avec le carillon
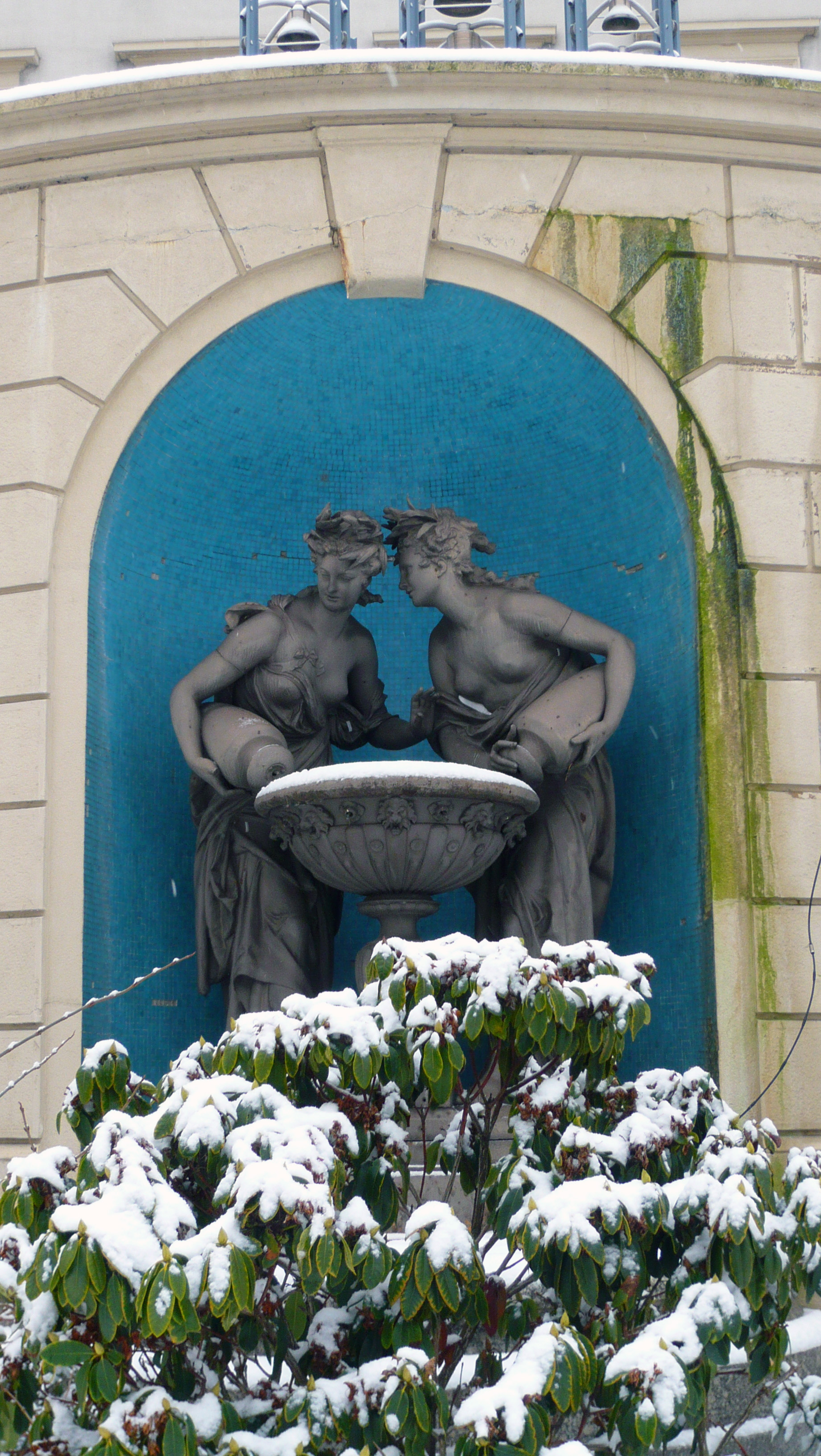
Fontaine située à l'arrière de l'édifice et surnommé "Les cranques", commères en parler gaga

## Liens
- Ressources relatives à l'architecture :   - Inventaire Auvergne-Rhône-Alpes
  - Mérimée
  - Structurae
- Ressource relative aux organisations :   - SIRET